# Dayana Rodríguez
Dayana Marisol Rodríguez Gaitan (ur. 10 grudnia 1996) – nikaraguańska zapaśniczka walcząca w stylu wolnym. Srebrna medalistka igrzysk Ameryki Środkowej w 2017 roku.